# Boyd Island
Boyd Island är en ö i Antarktis. Den ligger i havet utanför Östantarktis. Australien gör anspråk på området.